# Космос-1172
Космос-1172 је један од преко 2400 совјетских вјештачких сателита лансираних у оквиру програма Космос.
Космос-1172 је лансиран са космодрома Плесецк, СССР, 12. априла 1980. Ракета-носач Р-7 Семјорка (рус. Семёрка) (8К71, НАТО ознака SS-6 Sapwood) са додатим степеном је поставила сателит у орбиту око планете Земље. Маса сателита при лансирању је износила 1800 килограма. Космос-1172 је био сателит за рано упозоравање на појаву интерконтиненталних балистичких ракета.